# Спасо-Преображенский собор (Углич)
Спасо-Преображенский собор — православный храм в городе Угличе Ярославской области, второй кафедральный собор Переславской епархии Русской православной церкви. Расположен на берегу Волги в Угличском кремле.

## История
Здание построено на месте храма, воздвигнутого князем Андреем Горяем одновременно с княжеским дворцом.
С 1 августа 1899 года по день ареста 25 февраля 1930 года в соборе служил (сначала вторым священником, а с 1928 года настоятелем) Димитрий Соколов — в будущем канонизированный в лике исповедников Церкви Русской.

## Архитектурные особенности

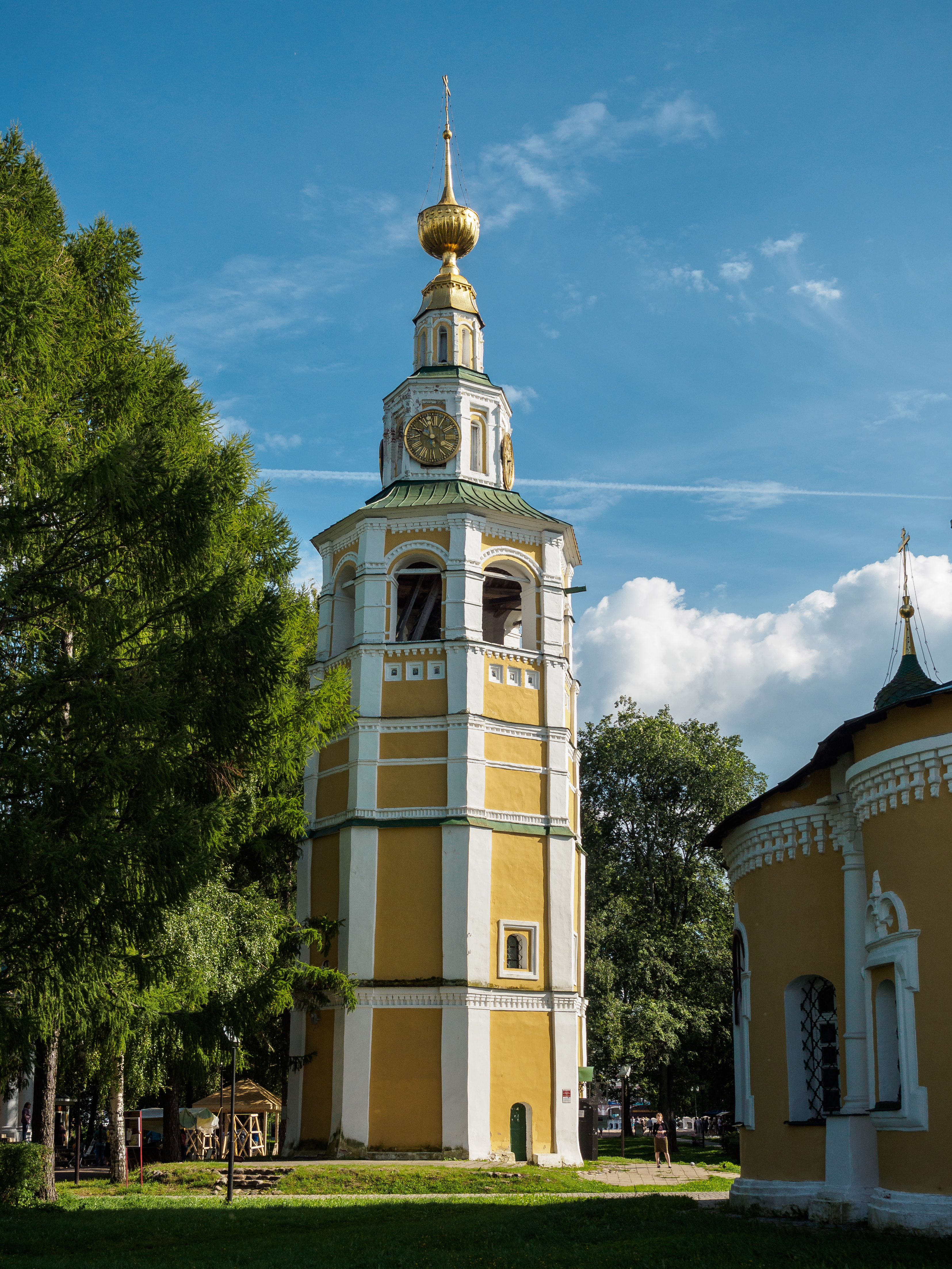
Колокольня

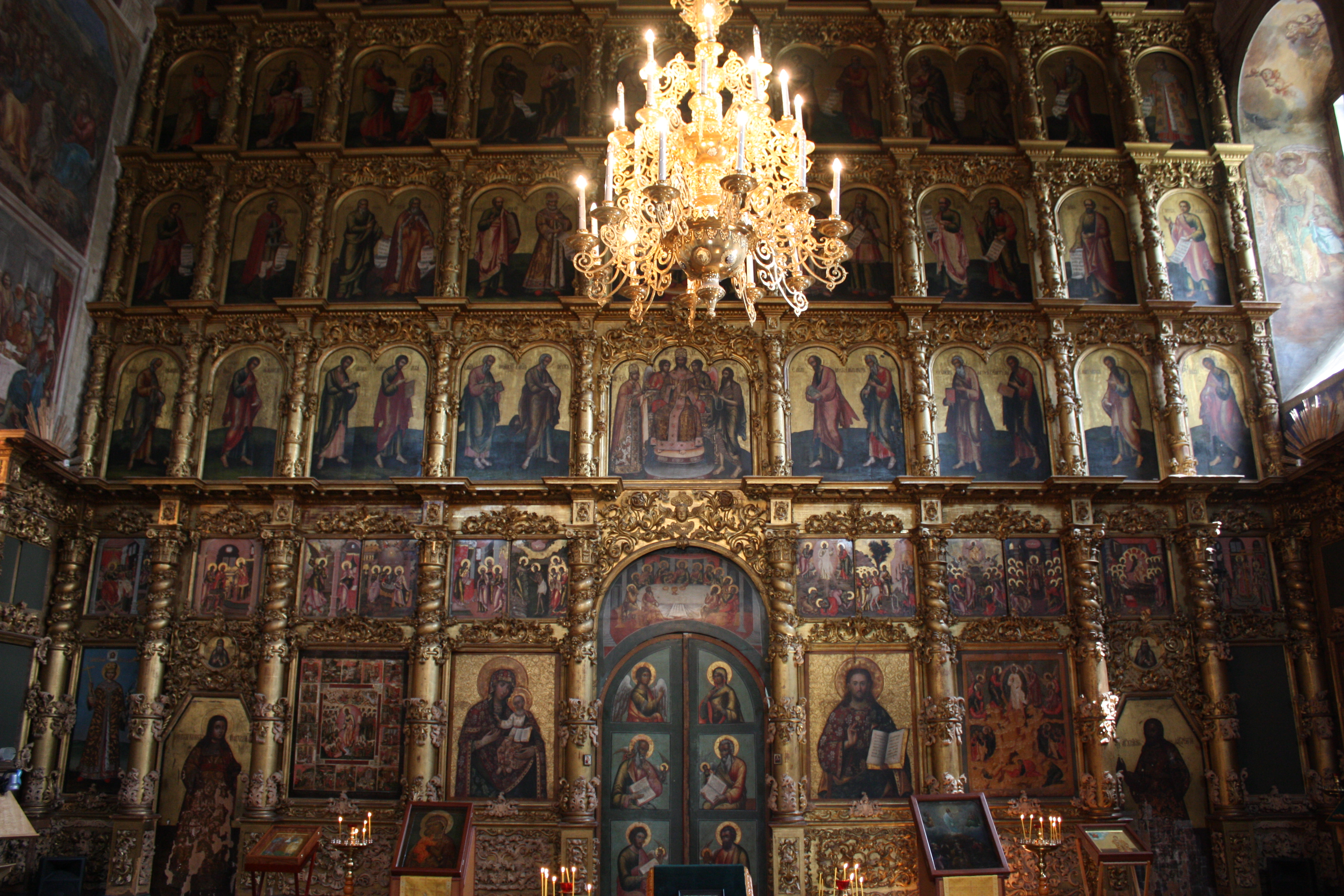
Иконостас собора

Собор, построенный под руководством Григория Фёдорова в 1710-е годы на месте разобранного древнего храма, является характерным для ярославского зодчества XVII века. Он представляет собой пятиглавый храм, выполненный одним объёмом, без столпов.
Южный фасад храма обращён к городу и характерен портиком в стиле классицизма, пристроенным в XIX веке.
Роспись собора выполнена в начале XIX века также в стиле классицизма группой художников во главе с крепостным князя Голицына Тимофеем Медведевым.
Отдельно стоящая колокольня построена в 1730 году южнее собора. Её украшают часы современной работы, заменившие существовавшие ранее.